# Transport (bokserie)
Transport, bokserie från Tre tryckare om olika transportmedel och hur de har utvecklats.
| Volym | Titel           | Författare        | Utgivningsår |
| ----- | --------------- | ----------------- | ------------ |
| 1     | Boken om bilar  | George A. Oliver  | 1968         |
| 2     | Boken om fartyg | Laurence Dunn     | 1968         |
| 3     | Boken om flyg   | John W. R. Taylor | 1968         |
| 4     | Boken om tåg    | J. B. Snell       | 1968         |